# Triftern
Triftern è un comune tedesco di 5 350 abitanti, situato nel land della Baviera.